# 虹梅南路
31°08′20″N 121°24′47″E / 31.1389°N 121.412936°E
 虹梅南路，是中國上海市闵行区东部的一条道路，南起吴泾镇黄浦江畔江川东路，北至梅陇镇沪闵路立交接虹梅路，以1983年重新命名的虹梅路为名。原为朱梅路、朱曹路、曹塘路（草堂路）三条道路，1997年统一名称为虹梅南路。虹梅高架路、虹梅南路隧道位于此路。沿途有华东师范大学闵行校区、上海东海职业技术学院。

## 沿路主要设施
- 废梅陇站、梅陇汽车站
- 上海中环路（宜山路—上中西路）
- 虹梅高架路
- 虹梅南路隧道

## 主要交汇道路（北向南）
- 沪闵路（沪闵高架路）接虹梅路
- 上中西路
- 莘朱路
- 外环高速、朱梅路
- 春申路
- 老沪闵路
- 银都路
- 金都路
- 双柏路
- 澄江路
- 元江路
- 北吴路
- 放鹤路
- 剑川路、虹梅南路隧道
- 东川路接江川东路

## 轨道交通
- 沪闵路口：1锦江乐园站
- 银都路口：15虹梅南路站
- 东川路口：23江川东路站